# روبر ویدال
روبر ویدال (فرانسوی: Robert Vidal‎؛ زادهٔ ۳ ژوئیهٔ ۱۹۳۳) دوچرخه‌سوار اهل فرانسه است.